# Gottfried von Hanau
Gottfried von Hanau (* nach 1320; † nach dem 6. Oktober 1372), in der Regel „Götz“ genannt, war Komtur des Deutschen Ordens.

## Familie
Gottfried von Hanau war der fünfte Sohn Ulrichs II. von Hanau (* ca. 1280/1288; † 1346) und der Agnes von Hohenlohe (* vor 1295; † 29. November 1346), Tochter des Kraft I. von Hohenlohe. Sein Geburtsjahr ist nicht bekannt. Da aber das Geburtsjahr seines nächst älteren Bruders, Ludwig von Hanau, mit ca. 1320 angenommen werden kann, ist Gottfried wohl zwischen 1320 und 1325 geboren.
Aufgrund der in der Familie geübten Primogenitur folgte ausschließlich sein ältester Bruder, Ulrich III. (* 1310; † 1369/70), dem Vater in der Regierung der Herrschaft Hanau. Die übrigen Söhne Ulrichs II. mussten daher anders standesgemäß versorgt werden, wofür sich eine geistliche Karriere anbot. Dazu zählte auch der Eintritt in den Deutschen Orden.
Am 6. Oktober 1372 wird sein Name letztmals in einer Urkunde erwähnt.

## Karriere
Gottfried finden wir im Deutschen Orden in folgenden Funktionen:
- 1348 Komtur in Mergentheim
- 1356 Landkomtur in Franken
- 1362 Komtur in Prozelten
- 1370 Komtur in Heilbronn und Ulm

## Vorfahren
| Ahnentafel von Gottfried von Hanau | Ahnentafel von Gottfried von Hanau                                                                    | Ahnentafel von Gottfried von Hanau                                                                    | Ahnentafel von Gottfried von Hanau                                                                                   | Ahnentafel von Gottfried von Hanau                                                                           | Ahnentafel von Gottfried von Hanau | Ahnentafel von Gottfried von Hanau |
| ---------------------------------- | --- | --- | --- | --- | ---------------------------------- | ---------------------------------- |
| Urgroßeltern                       | Reinhard I. von Hanau (* vor 1243; † 1281) ⚭ Adelheid von Hagen-Münzenberg († 1291)                   | Ludwig von Rieneck-Rothenfels († 1289) ⚭ Udehilt von Grumbach und Rotenfels († 1300)                  | Gottfried von Hohenlohe, Graf der Romagna (nachgewiesen: 1219–1266) ⚭ Richza von Krautheim (nachgewiesen: 1224–1263) | Graf Friedrich von Truhendingen-Dillingen († 1274) 2. ⚭ vmtl. Margaretha von Andechs-Meranien († 1271)       |                                    |                                    |
| Großeltern                         | Ulrich I. von Hanau (* 1250/60; † 1305/06) ⚭ Elisabeth von Rieneck-Rotenfels (* ca. 1260; † ca. 1300) | Ulrich I. von Hanau (* 1250/60; † 1305/06) ⚭ Elisabeth von Rieneck-Rotenfels (* ca. 1260; † ca. 1300) | Kraft I. von Hohenlohe-Weikersheim (nachgewiesen 1260–1312) 2. ⚭ vmtl. Margarethe von Truhendingen-Dillingen         | Kraft I. von Hohenlohe-Weikersheim (nachgewiesen 1260–1312) 2. ⚭ vmtl. Margarethe von Truhendingen-Dillingen |                                    |                                    |
| Eltern                             | Ulrich II. von Hanau (* 1280; † 1346) ⚭ Agnes von Hohenlohe-Weikersheim (* vor 1295; † 1342/44)       | Ulrich II. von Hanau (* 1280; † 1346) ⚭ Agnes von Hohenlohe-Weikersheim (* vor 1295; † 1342/44)       | Ulrich II. von Hanau (* 1280; † 1346) ⚭ Agnes von Hohenlohe-Weikersheim (* vor 1295; † 1342/44)                      | Ulrich II. von Hanau (* 1280; † 1346) ⚭ Agnes von Hohenlohe-Weikersheim (* vor 1295; † 1342/44)              |                                    |                                    |
| Gottfried von Hanau                | | | | |                                    |                                    |

## Verweise
1. ↑  Clemm, S. 252

| Personendaten    | Personendaten               |
| ---------------- | --------------------------- |
| NAME             | Hanau, Gottfried von        |
| KURZBESCHREIBUNG | Komtur des Deutschen Ordens |
| GEBURTSDATUM     | zwischen 1320 und 1325      |
| STERBEDATUM      | nach 6. Oktober 1372        |